# Maren Völz

Maren Völz (rechts) bei der Siegerehrung mit ihren Teamkameradinnen des Doppelvierers bei den Olympischen Spielen 2024

Maren Völz (* 20. November 1999 in Nauen) ist eine deutsche Ruderin, die 2024 Olympiadritte und Europameisterschaftsdritte im Doppelvierer wurde.

## Sportliche Karriere
Maren Völz startet für den Ruder-Club Potsdam. Sie studiert seit 2020 Psychologie an der Universität Potsdam.
Völz belegte bei den Junioren-Weltmeisterschaften 2016 den sechsten Platz im Doppelvierer. Ein Jahr später wurde sie bei den Junioren-Weltmeisterschaften 2017 zusammen mit Nora Peuser Zweite im Doppelzweier. Bei den U23-Weltmeisterschaften 2018 ruderte Völz mit dem Doppelvierer auf den vierten Platz. Ein Jahr später bei den U23-Weltmeisterschaften 2019 in Sarasota war Völz die einzig Verbliebene aus dem Vorjahres-Doppelvierer. Emma Appel, Maren Völz, Tabea Kuhnert und Laura Kampmann gewannen die Silbermedaille hinter den Britinnen.
Nach der Zwangspause wegen der COVID-19-Pandemie trat Völz erst 2023 wieder international an. Bei den Europameisterschaften in Bled erruderte sie zusammen mit Leonie Menzel den fünften Platz im Doppelzweier. Dreieinhalb Monate später bei den Weltmeisterschaften in Belgrad erreichten die beiden lediglich den zweiten Platz im C-Finale und damit den 14. Platz in der Gesamtwertung. Nur die ersten elf Boote qualifizierten sich direkt für die Olympischen Spiele in Paris. Bei den Europameisterschaften 2024 in Szeged ruderte der deutsche Doppelvierer in der Besetzung Maren Völz, Lisa Gutfleisch, Leonie Menzel und Pia Greiten. Mit dreieinhalb Sekunden Rückstand auf die zweitplatzierten Ukrainerinnen und 0,14 Sekunden Vorsprung auf die viertplatzierten Französinnen sicherte sich der deutsche Doppelvierer die Bronzemedaille. Drei Monate später bei den Olympischen Spielen in Paris siegten die Britinnen vor den Niederländerinnen, drei Sekunden dahinter wurden Maren Völz, Tabea Schendekehl, Leonie Menzel und Pia Greiten Dritte.